# Ялинка (зупинний пункт)
Яли́нка — зупинний пункт Ніжинського напряму Київської дирекції Південно-Західної залізниці на лінії Ніжин — Дарниця. Розташована між зупинними пунктами ДВРЗ (6 км) та Княжичі (3 км).
Платформу було відкрито у 1964 році. Лінію електрифіковано в 1957 році.
Платформа розташована поблизу великого дачного масиву та села Княжичі.